# El Hamma (wilaya de Khenchela)
Pour les articles homonymes, voir El Hamma.
El Hamma est une commune de la wilaya de Khenchela en Algérie.